# Uvular konsonant
En uvular fon uttalas genom att tungan och gomspenen möts.
I svenskan finns regionalt två olika uvulara konsonanter:
- en tremulant: [ʀ] (ett r, rullat bak i munnen)
- en frikativa: [ʁ] (ett r, skorrat bak i munnen)